# 마르크 드라군스키
마르크 드라군스키(독일어: Mark Dragunski, 1970년 12월 22일~)는 독일의 핸드볼 선수, 지도자로 현역 시절 포지션은 피벗이다. 선수 시절 핸드볼 분데스리가에서 활동했으며 독일 핸드볼 국가대표팀의 일원으로 2004년 하계 올림픽에서 은메달을 획득했다.